# Richard Owen

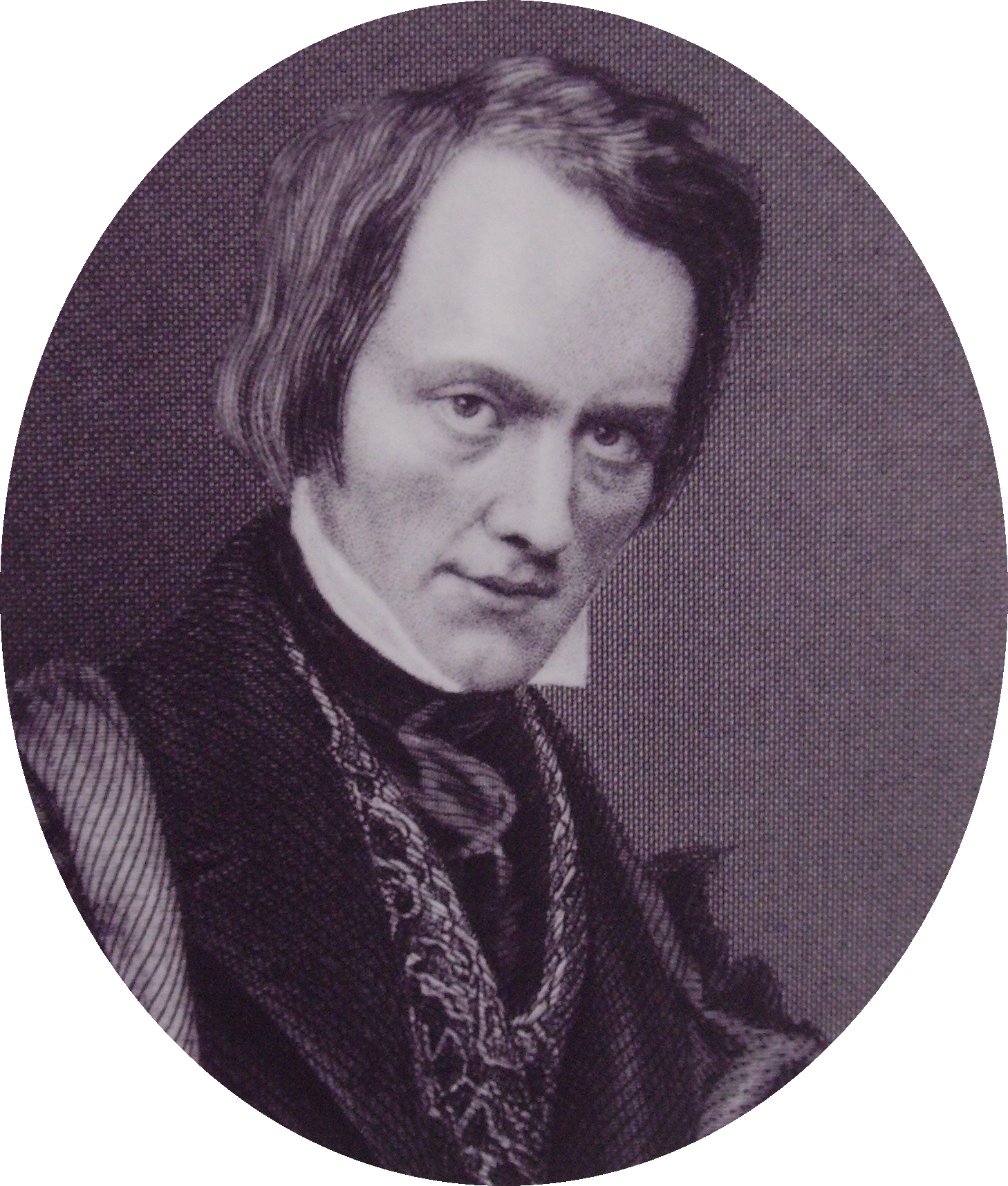
Richard Owen

Richard Owen (n. 20 iulie 1804, Lancaster, Anglia, Regatul Unit al Marii Britanii și Irlandei – d. 18 decembrie 1892, Londra, Regatul Unit al Marii Britanii și Irlandei) a fost un biolog și paleontolog englez. Este cunoscut în special pentru inventarea termenului Dinozaur (Reptilă teribilă sau Reptilă ce îngrozește).

## Legături externe
- Opere de sau despre Richard Owen la Internet Archive